# Foeke Booy
Foeke Booy, né le 25 avril 1962, est un footballeur néerlandais et actuellement entraîneur.

## Carrière comme joueur
- 1980-1984 : Cambuur Leeuwarden  Pays-Bas
- 1984-1985 : De Graafschap  Pays-Bas
- 1985-1987 : FC Zwolle  Pays-Bas
- 1987-1988 : FC Groningue  Pays-Bas
- 1988-1989 : KV Courtrai  Belgique
- 1989-1993 : FC Bruges  Belgique
- 1993-1994 : La Gantoise  Belgique
- 1994-1996 : FC Utrecht  Pays-Bas

## Carrière comme entraîneur
- 2000-2002 : FC Utrecht  Pays-Bas (assistant)
- 2002-2007 : FC Utrecht  Pays-Bas
- 2007-nov. 2007 : Al Nasr Riyad  Arabie saoudite
- déc. 2007-2009 : Sparta Rotterdam  Pays-Bas
- nov. 2012-avr. 2013 : Cercle Bruges KSV  Belgique[1]
- 2013- mars 2015 : Go Ahead Eagles  Pays-Bas